# Zbyslavice
Zbyslavice (en allemand : Baislawitz) est une commune du district d'Ostrava-Ville, dans la région de Moravie-Silésie, en République tchèque. Sa population s'élevait à 632 habitants en 2021.

## Géographie
Zbyslavice se trouve à 5 km à l'ouest-nord-ouest de Klimkovice, à 14 km à l'ouest-sud-ouest d'Ostrava et à 263 km à l’est-sud-est de Prague.
La commune est limitée par Kyjovice au nord, par Čavisov à l'est, par Olbramice à l'est et au sud, et par Bítov et Těškovice à l'ouest.

## Histoire
La première mention écrite de la localité date de 1359.

## Galerie

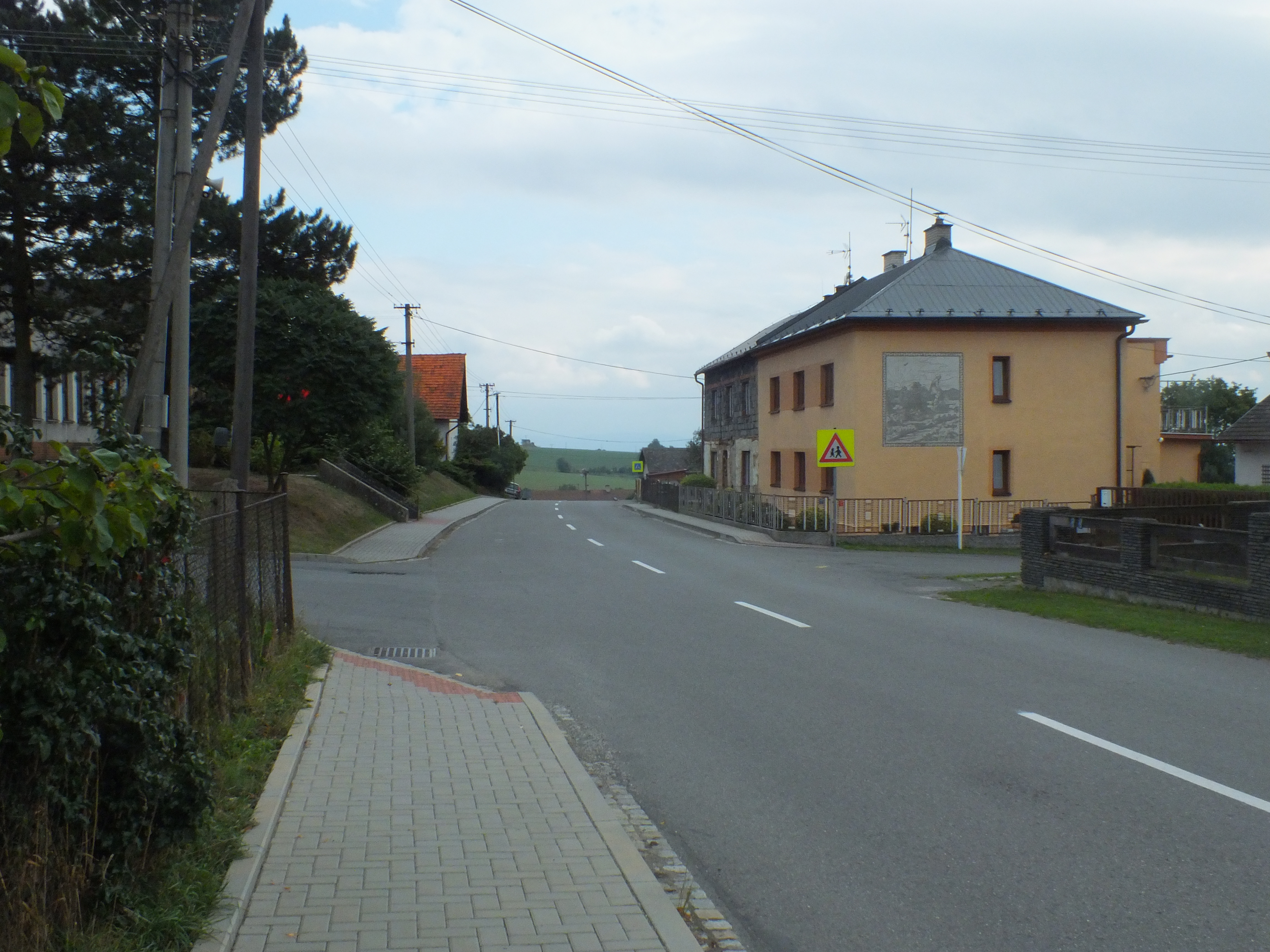
Rue principale.
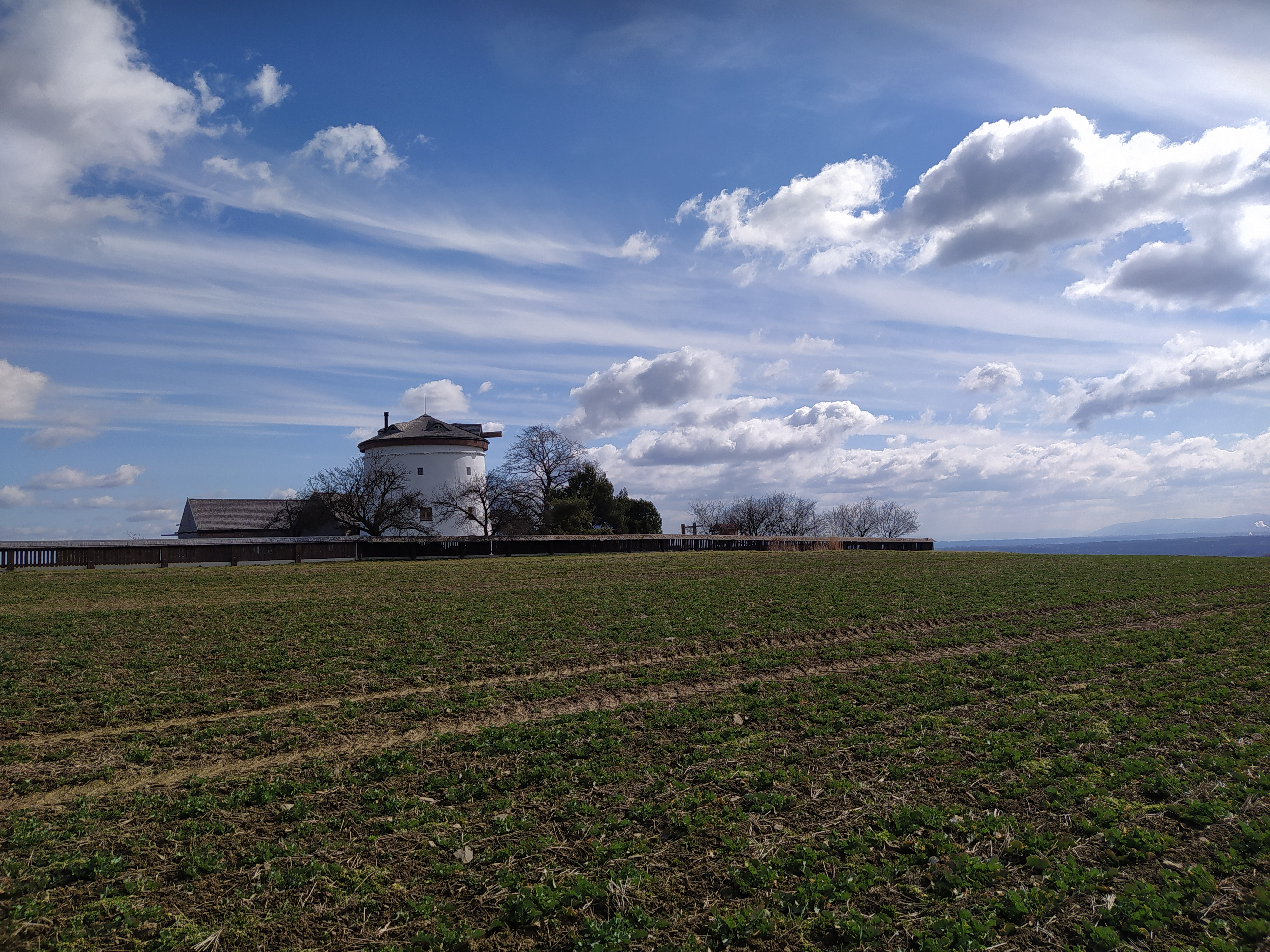
Moulin à Zbyslavice.

## Transports
Par la route, Zbyslavice se trouve à 12 km de Bílovec, à 21 km d'Ostrava et à 343 km de Prague.